# Iniciacions (Star Trek: Voyager)
"Iniciacions" (títol original en anglès "Initiations") és el segon episodi de la segona temporada i el 18è del total de la sèrie de televisió de ciència-ficció estatunidenca Star Trek: Voyager. La història va ser escrita per Kenneth Biller, i dirigida per Winrich Kolbe. L'episodi es va emetre originalment a UPN el 4 de setembre de 1995.
Ambientada al segle XXIV, la sèrie segueix les aventures de la tripulació de la Flota Estel·lar i els Maquis de la nau estel·lar USS Voyager després de quedar encallats al Quadrant Delta lluny de la resta de la Federació. En aquest episodi, explica la història de la captura del comandant Chakotay a mans d'un jove Kazon.
Per utilitzar millor el personatge, aquest és un dels diversos episodis de la segona temporada que se centren en Chakotay. Va ser escrit amb la intenció de recordar la història d'acció de Chakotay del pilot El Guardià. L'escriptor Kenneth Biller va reescriure extensament l'episodi després de les aportacions dels cocreadors de la sèrie Jeri Taylor i Michael Piller; mentre que els Kazon originalment semblaven massa semblants als klíngons, la investigació de Biller va ajudar a emfatitzar la seva naturalesa més de banda de carrer. Aquesta reescriptura substancial de l'episodi va requerir una revisió del treball de producció ja invertit en l'episodi.
Aron Eisenberg apareix com a estrella convidada com a Kar, el jove guerrer Kazon. Tot i que la seva actuació va ser lloada, els productors executius van trobar Eisenberg massa recognoscible pel seu paper recurrent a Star Trek: Deep Space Nine. Les crítiques diverses van destacar la familiaritat tant d'Eisenberg com del lloc de rodatge de Vasquez Rocks.

## Argument
Per commemorar l'aniversari de la mort del seu pare, el comandant Chakotay (Robert Beltran) agafa una llançadora per dur a terme la cerimònia del pakra. En entrar sense voler a l'espai Kazon-Ogla, és atacat per un jove Kazon, Kar (Aron Eisenberg), en la seva primera missió. Chakotay destrueix la nau de Kar i després el teletransporta a bord.
Capturat per una nau Kazon poc després, Chakotay s'assabenta per Kar que els Kazon es guanyen els seus títols mitjançant la conquesta o la mort, i que li ha robat aquesta oportunitat salvant-lo. El comandant de la nau, Razik (Patrick Kilpatrick), parla amb Chakotay, explicant el seu mal servei a Kar i que el jove Kazon està programat per a l'execució. Quan més tard se li presenta una arma per matar Kar com a lliçó per a altres joves Kazon, Chakotay pren com a ostatge Razik a canvi de la seva llançadora. Kar, que no veu futur ni oportunitats amb els Ogla, fuig amb Chakotay. Incapaç d'eludir els Kazon, Chakotay es teletransporta a si mateix i a Kar a una lluna de Classe M propera, un camp d'entrenament Kazon. Kar, havent evitat l'oportunitat de matar Chakotay mentre dorm, explica més tard que no té cap opció i admet que Chakotay pot ser el seu únic amic ara.
Mentrestant, després d'haver seguit el probable curs de la llançadora, la Capitana Janeway (Kate Mulgrew), el tinent Tuvok (Tim Russ) i Kes (Jennifer Lien) es dirigeixen a la superfície de la lluna per rescatar Chakotay. A la lluna, es troben amb Razik i els seus homes, que s'ofereixen a guiar l'equip fins a Chakotay. Quan Chakotay i Kar detecten la seva aproximació, Chakotay s'ofereix a ajudar Kar a guanyar-se el seu nom convertint-se en el seu presoner. Coordinant-se amb la Voyager per preparar la reanimació, Chakotay diu a Kar que li dispari; Kar, en canvi, dispara a Razik, guanyant-se el seu nom Ogla de Jal Karden i ascendint el segon al comandament de Razik, Haliz (Tim de Zarn). Els Ogla permeten que la tripulació de la Voyager marxi, amb la promesa de Karden que matarà Chakotay si es tornen a trobar. Més tard, mentre realitza la seva cerimònia de «pakra» a bord de la «Voyager», Chakotay resa al seu pare perquè vetlli per Karden.

## Escriptura

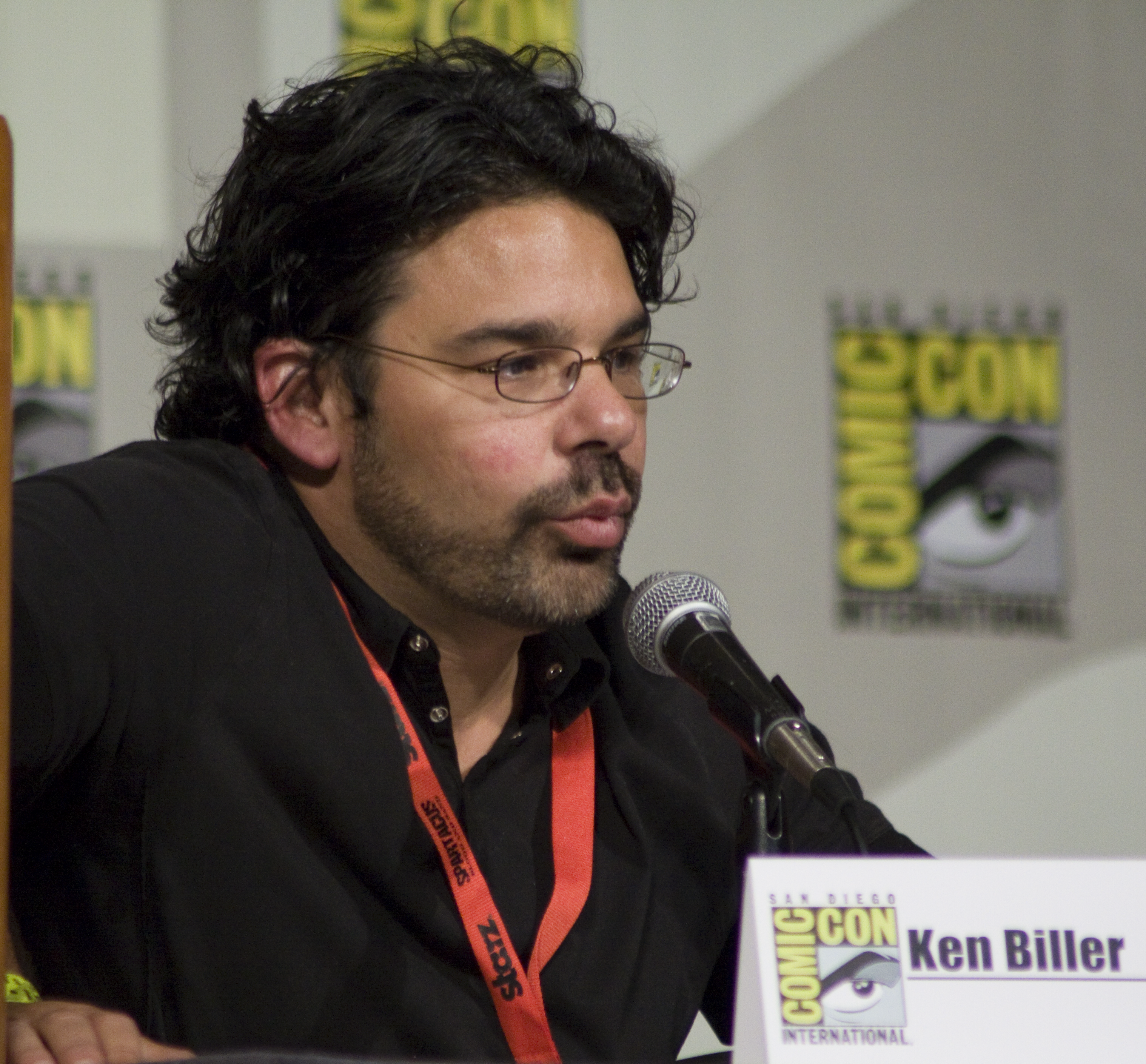
Kenneth Biller (2009)

"Iniciacions" és el primer crèdit en solitari de Kenneth Biller com a escriptor a «Star Trek: Voyager»; Va resumir l'episodi com "els Kazon van atacar Chakotay per matar-lo". L'episodi centrat en Chakotay pretenia corregir el que la cocreadora i productora executiva Jeri Taylor considerava una infrautilització del personatge a la primera temporada. Biller va sentir que el personatge necessitava més històries d'acció, com es mostra a l'episodi pilot, i va escriure "Iniciacions" per abordar-ho. Al productor Winrich Kolbe no li importaven els aspectes del personatge de Chakotay que l'episodi destacava; on l'episodi se centrava en la seva herència nativa americana, Kolbe va considerar que hauria d'haver emfatitzat els seus aspectes Maquis.
El productor executiu Michael Piller estava disgustat amb la representació dels kazon al primer esborrany de l'episodi de Biller; on se suposava que eren anàlegs a les bandes de carrer de Los Angeles, en canvi "semblaven klíngons acalorats". A més de les ja extenses notes de Jeri Taylor sobre l'esborrany, Piller va suggerir a Biller que es posés en contacte amb membres reals d'una banda o amb un agent de policia que pogués donar una millor pista a l'escriptor sobre la cultura de les bandes de carrer per a l'episodi. En canvi, Biller va agafar una còpia de "Monsta", un llibre d'un assassí condemnat i exmembre d'una banda "Monsta" Cody. La perspectiva del llibre sobre la vida i la cultura de les bandes va ser una guia per al segon esborrany de Biller, que va treballar amb Piller, intentant diferenciar els kazon "dels romulans, cardassians i klíngons."
L'esborrany final de l'episodi es va presentar el 10 de juliol de 1995.

## Càsting
El càsting per a "Iniciacions" va ser a càrrec de Junie Lowry-Johnson i Ron Surma. Les estrelles convidades van incloure Aron Eisenberg com a Kar / Jal Karden, Patrick Kilpatrick com a Razik, Tim de Zarn com a Haliz i Majel Barrett com a veu de l'ordinador.

### Eisenberg

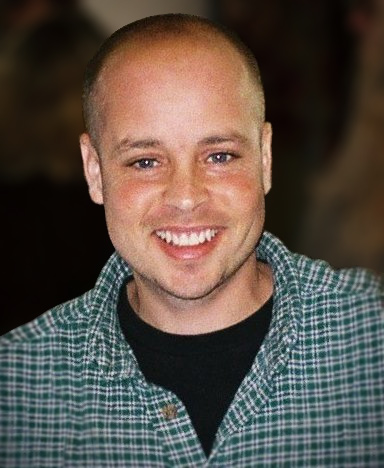
Aron Eisenberg (1998)

Interpretant un personatge recurrent a la sèrie germana Star Trek: Deep Space Nine (DS9), Eisenberg va desmentir els rumors que li havien donat el paper simplement per la seva herència a Star Trek. Va emfatitzar que havia llegit per al paper com qualsevol altre actor i sentia que havia estat escollit perquè la tripulació de Star Trek: Voyager no va poder trobar un actor infantil que pogués complir els requisits, ni un actor adult que semblés prou jove per al paper. En una entrevista amb "Star Trek: The Official Monthly Magazine", Eisenberg va dir que va treballar molt dur en l'episodi i que la seva musculatura va ser una benedicció per interpretar "un nen guerrer". El seu company de DS9, Max Grodénchik, va ser el seu entrenador d'interpretació per a "Iniciacions". Amb Kar, Eisenberg va interpretar el personatge a l'altre extrem de l'espectre del seu personatge de Nog, tant que no es va preocupar que es veiessin les caracteritzacions o idiosincràsies de Nog.
Eisenberg recordava amb afecte haver treballat a "Iniciacions", tant per la seva familiaritat amb gran part de l'equip que havia treballat anteriorment a DS9, com per l'oportunitat de "fer el ximple" amb Robert Beltran (Chakotay) al plató. Més tard diria a «Cinefantastique» que «s'ho va passar d'allò més bé» treballant en l'episodi, sobretot amb l'oportunitat d'interpretar algú que «realment intentava matar algú». Més tard, Beltrán compararia la diversió que tenien al plató amb la de treballar amb Don Rickles i que Eisenberg era «molt enginyós i no tenia por de fer-te perdre el cap».
El cocreador i productor executiu Michael Piller va qualificar l'elecció d'Eisenberg com un «gran error». Com que Eisenberg també va interpretar el personatge recurrent de Nog a «Star Trek: Deep Space Nine», i tot i que portava una forta pròtesi, la seva veu era massa recognoscible per als fans d'ambdues sèries. Piller va elogiar la seva actuació, però va considerar que va ser un error de càsting fer creuar l'actor en ambdues sèries. El seu company cocreadora i productora executiva Jeri Taylor es va fer ressò dels sentiments de Piller dient que, tot i que Eisenberg va ser el millor actor que va fer l'audició per al paper, era massa recognoscible com a Nog i distreia els espectadors. Pel que fa al mateix Eisenberg, va rebutjar les queixes en línia sobre la seva recognoscibilitat dient: «Vinga, nois, és la mateixa persona.» "N'estava molt orgullós."

## Producció
"Iniciacions" codi de producció 121) té una durada de 45:54. Marvin V. Rush era el director de fotografia, Tom Benko era l'editor, i la música va ser composta per Dennis McCarthy.
Els canvis dràstics de Biller i Piller al segon esborrany van requerir canvis en la escenografia i el calendari de rodatge de l'episodi, el que Piller va descriure com "[haver] de canviar-ho tot de la nit al dia". El caos dels canvis va provocar una reunió amb Piller i l'equip de producció. on va defensar la revolta com a resposta a la millora del guió i de l'episodi en general.
En la interpretació de Chakotay per part de Robert Beltran a l'episodi, l'actor va desaprovar el que ell considerava que eren les expectatives dels espectadors. En lloc d'interpretar un Chakotay "boig", el va suavitzar i va fer que fos més aviat un intent (i un fracàs) de canviar Kar a través de la bondat i la tendresa.

## Llançament
Originalment pensat per obrir la la segona temporada, "Iniciacions" va ser superat al segon lloc per "Els 37's". L'episodi es va emetre a UPN el 4 de setembre de 1995.

## Recepció
Dale Kutzera de Cinefantastique va donar a l'episodi 2,5 de 4 estrelles a la seva crítica, dient que l'episodi no va definir els Kazon com un enemic. La suspensió de la incredulitat de Kutzera es va veure afectada per l'elecció d'Aron Eisenberg (que Kutzera considerava massa sinònim del seu personatge de DS9, Nog), i la reutilització del lloc de rodatge immediatament identificable Vasquez Rocks.  Al seu llibre Delta Quadrant: The unofficial guide to Voyager, David McIntee també va lamentar la recognoscibilitat d'Eisenberg de les seves altres sèries de Star Trek. Pel que fa a l'episodi en si, McIntee va sentir que la primera meitat té un potencial interessant en els conflictes culturals presentats, però que incidia massa en el clixé d’ "els enemics han de fer equip per sobreviure"; Va donar a l'episodi un 7 sobre 10, qualificant-lo de "visible i, de vegades, força fort". Els crítics Mark Jones i Lance Parkin van assenyalar errors de continuïtat i van pensar que l'episodi era, de vegades, una "narració eficient" formulista.
Robert Beltran (Chakotay) va dir que "Iniciacions" "resumia en un episodi bàsicament el que és Chakotay com a persona" i que era un dels tres episodis centrats en Chakotay (inclosos "Tatuatge" i "Maniobres") que realment va gaudir. Jeri Taylor va qualificar l'episodi de "raonablement reeixit."